# Praia Redonda (Icapuí)
Vista da praia a partir da vila
Praia Redonda é uma praia de Icapuí, município do estado do Ceará), a 15 quilômetros do centro da cidade. As coordenadas geográficas da praia são: S 04 39,000' W 37 28,480'. É uma vila de pescadores, e destaca-se pela exuberância de suas falésias multicoloridas. Tem como vizinhos a praia de Peroba a leste, e praia de Ponta Grossa a oeste.